# Maryan Esman
Maryan Esman (w Polsce był określany jako Marian Esman, Essman lub Essmann) – francuski inżynier chemii, przemysłowiec, major armii francuskiej, członek Francuskiej Misji Wojskowej w Polsce, działacz piłkarski.

## Życiorys
Od 1903 studiował na uczelni École de Physique et de Chimie w Paryżu, którą ukończył w dziedzinie chemii w 22 promocji z tytułem inżyniera. W armii francuskiej uzyskał stopień chef d’escadron artylerii.
Był znawcą sportu. W latach 20. XX wieku, w pierwszym okresie istnienia II Rzeczypospolitej, w stopniu majora przebywał na Francuskiej Misji Wojskowej w Polsce, wspierającej Wojsko Polskie po zakończeniu I wojny światowej (jej szefem był Charles Charpy). Pełnił funkcję członka zarządu, delegata prezesa Warszawskiego Okręgowego Związku Piłki Nożnej (WOZPN) (wybierany 31 stycznia 1926, 20 lutego 1927). Był członkiem kolegium sędziów piłkarskich. Działał w ramach Polskiego Związku Piłki Nożnej: w sierpniu 1926 zasiadł w składzie komisji powołanej przez PZPN celem zbadania zawodnictwa klubów lwowskich, w grudniu 1926 był delegatem PZPN w sprawie zawieszenia PZPN przez Związek Związków Sportowych w związku z nieuregulowaniem należności podatkowych, jako delegat PZPN brał udział w II Polskim Kongresie Sportowym w dniach 9-10 kwietnia 1927 w Warszawie. Od przełomu lutego/marca 1927 pełnił stanowisko II wiceprezesa PZPN, zaś na początku marca 1927 miał zrezygnować z funkcji Warszawskiego OZPN. Wiosną uczestniczył w negocjacjach zmierzających do zawarcia porozumienia pomiędzy PZPN a Polską Ligą Piłki Nożnej (PLPN), w 1927 był delegatem PZPN do komisji porozumiewawczej z Ligą. Po pięciu latach pracy w Warszawskim OZPN, w październiku 1927 pierwotnie zakończył pracę w Polsce i wyjechał z powrotem do Francji. Rok później, w październiku 1928, przyjechał ponownie do Polski z zamiarem stałego pobytu.
Został pracownikiem przedsiębiorstwa „Société Générale de Constructions Électriques et Mécaniques”. W latach 30. pełnił funkcję dyrektora oddziału polskiego francuskiej spółki akcyjnej „Als-Thom” (Société Générale de Constructions Électriques et Mécaniques), działającego przy ulicy Dworcowej 16 w Katowicach. Należał do Stowarzyszenia Elektrotechników Polskich, a podczas walnego zgromadzenia oddziału warszawskiego SEP w czerwcu 1930 wygłosił odczyt pt. Elektryfikacja kolei we Francji.
Zamieszkiwał przy ulicy Tadeusza Kościuszki 46 w Katowicach. Był żonaty.

## Odznaczenia
- Kawaler Legii Honorowej[1][41][42]
- Oficer Orderu Palm Akademickich[1]
- Krzyż Wojenny 1914-1918[1]
- Krzyż Oficerski Orderu Odrodzenia Polski (udekorowany 25 czerwca 1939 podczas uroczystości poświęcenia Elektrowni Stalowa Wola, zbudowanej przez firmę „Als-Thom”)[43]
- Krzyż Kawalerski Orderu Odrodzenia Polski (1924, „w uznaniu zasług poniesionych na polu organizacji życia sportowego”)[19]
- Odznaka sokola (1925)[2]